# Fishdick Zwei – The Dick Is Rising Again
Fishdick Zwei – The Dick Is Rising Again – tribute album polskiej grupy Acid Drinkers, który ukazał się 1 września 2010. Album zawiera 16 utworów, wszystkie są coverami piosenek innych zespołów. Płyta dotarła do 3. miejsca na liście OLiS w Polsce.
Wydawnictwo było promowane teledyskiem do utworu „Love Shack”, który został zrealizowany przez Take One Studio. W plebiscycie „Płyta roku 2010” według czytelników wortalu rockmetal.pl album zajął 13. miejsce.
Album otrzymał nagrodę Fryderyk w kategorii album roku metal oraz najlepsza oprawa graficzna.

## Lista utworów
1. „Ring of Fire” (Johnny Cash; muz i sł.: June Carter, Merle Kilgore) – 2:22
2. „Hit the Road Jack” (Ray Charles; muz i sł.: Percy Mayfield) – 2:26
3. „Losfer Words (Big 'Orra)” (Iron Maiden; muz.: Steve Harris) – 0:25
4. „Love Shack” (The B-52’s; muz i sł.: Kate Pierson, Fred Schneider, Keith Strickland, Cindy Wilson) – 4:45
5. „New York, New York” (Liza Minnelli; muz i sł.: John Kander, Fred Ebb) – 3:16
6. „Bring It On Home” (Led Zeppelin; muz i sł.: Jimmy Page, Robert Plant) – 2:56
7. „Hot Stuff” (Donna Summer; muz i sł.: Pete Bellotte, Harold Faltermeyer, Keith Forsey) – 3:37
8. „Et si tu n’existais pas” (Joe Dassin; muz i sł.: Toto Cutugno) – 3:46
9. „2000 Man” (The Rolling Stones; muz i sł.: Mick Jagger, Keith Richards) – 4:25
10. „Bad Reputation” (Thin Lizzy; muz i sł.: Brian Downey, Scott Gorham, Phil Lynott) – 2:46
11. „Seasons in the Abyss” (Slayer; muz i sł.: Jeff Hanneman, Tom Araya) – 4:02
12. „Blood Sugar Sex Magik” (Red Hot Chili Peppers; muz i sł.: Anthony Kiedis, John Frusciante, Flea, Chad Smith) – 4:23
13. „Nothing Else Matters” (Metallica; muz i sł.: James Hetfield, Lars Ulrich) – 5:33
14. „Detroit Rock City” (Kiss; muz i sł.: Paul Stanley, Bob Ezrin) – 0:51
15. „Make No Mistake” (Keith Richards; muz i sł.: Keith Richards, Steve Jordan) – 4:32
16. „Fluff” (Black Sabbath; muz i sł.: Tony Iommi, Ozzy Osbourne, Geezer Butler, Bill Ward) – 1:52

## Twórcy
Źródło.
Zespół Acid Drinkers w składzie
- Tomasz „Titus” Pukacki – wokal prowadzący, gitara basowa
- Dariusz „Popcorn” Popowicz – gitara rytmiczna, gitara prowadząca, wokal prowadzący (utwory 9, 15)
- Maciej „Ślimak” Starosta – perkusja, wokal prowadzący (utwór 8), pomysł okładki, produkcja muzyczna
- Wojciech „Jankiel” Moryto – gitara rytmiczna, gitara prowadząca, wokal prowadzący (utwory 7, 11)

Goście
- Ania Brachaczek – wokal prowadzący (utwór 4)
- Czesław Mozil – wokal prowadzący (utwór 13)
- Gosia „Siara” Witkowska – wokal wspierający (utwory 8, 15)
- Halszka Starosta – wokal wspierający (utwór 8)
- Piotr „Kompas” Piechocki – wokal wspierający (utwór 12)
- Maciej Jahnz – gitara prowadząca (utwór 6)
- Wacław „Vogg” Kiełtyka – gitara prowadząca (utwory 1, 7, 10)
- Tomasz Ślotała – gitara rytmiczna, gitara prowadząca (utwór 11)
- Jan Gałach – skrzypce (utwory 8, 11)
- Michalina Slany – skrzypce (utwór 13)
- Dominik Szeszo – saksofon, klarnet (utwory 4, 5, 13)
- Tomek Starosta – trąbka (utwory 4, 5)
- Mikołaj Pawlak – flet (utwór 13)
- Karol Nowacki – akordeon (utwór 13)
- Michał Garstecki – kontrabas (utwór 13)
- Jarosław Kozłowski – perkusja (utwór 8)

Inni
- Przemysław „Perła” Wejmann – realizacja nagrań, miksowanie, gitara basowa (utwór 12)
- Jacek Miłaszewski – miksowanie, mastering
- Bartosz Zieliński – projekt okładki
- Pachu – skład graficzny płyty